# Walker (televíziós sorozat)
A Walker 2021-tól vetített amerikai akciósorozat, amelyet Anna Fricke alkotott. Az 1993 és 2001 között futó Walker, a texasi kopó című televíziós sorozat feldolgozása. A főbb szerepekben Jared Padalecki, Lindsey Morgan, Molly Hagan, Keegan Allen és Violet Brinson látható.
A sorozatot Amerikában 2021. január 21-én a The CW, míg Magyarországon a Jocky TV mutatta be 2023. április 1-én.
2024 májusában négy évad után törölték a sorozatot.

## Szereplők

### Főszereplők
| Színész         | Szereplő             | Magyar hang     | Évad | Megjegyzés |
| --------------- | -------------------- | --------------- | ---- | --- |
| Jared Padalecki | Cordell Walker       | Szabó Máté      | 1–   | Legendás Texas Ranger, aki épp most tért haza egy hosszú titkos küldetés után. |
| Lindsey Morgan  | Micki Ramirez        | Lamboni Anna    | 1–2  | Cordell új partnere a Texas Rangersben. Miután egy titkos megbízás során meghalt volt vőlegénye, Garrison, Micki úgy döntött, hogy otthagyja a Rangers-t, és visszatér San Antonióba. |
| Molly Hagan     | Abeline Walker       | Kiss Erika      | 1–   | Cordell és Liam anyja. |
| Keegan Allen    | Liam Walker          | Fáncsik Roland  | 1–   | Cordell bátyja és Austin város ügyészhelyettese. |
| Violet Brinson  | Stella Walker        |                 | 1–   | Cordell 16 éves lánya. |
| Kale Culley     | August Walker        | Kretz Boldizsár | 1–   | Cordell 14 éves fia. |
| Coby Bell       | Larry James kapitány | Welker Gábor    | 1–   | Cordell egykori társa, akiből kapitány lett. |
| Jeff Pierre     | Tray Barnett         |                 | 1–   | Micki katonaorvos barátja. |
| Mitch Pileggi   | Bonham Walker        | Varga T. József | 1–   | Cordell és Liam apja |
| Odette Annable  | Geri Broussard       | Szabó Zselyke   | 1–   | Walker és Emily régi barátja, aki egy bárt vezet. |
| Ashley Reyes    | Cassie Perez         |                 | 2–   | Texas Ranger Dallasból, aki Walker új társa lesz. |

### Visszatérő
| Színész             | Szereplő           | Magyar hang       | Évad | Megjegyzés                                                         |
| ------------------- | ------------------ | ----------------- | ---- | ------------------------------------------------------------------ |
| Genevieve Padalecki | Emily Walker       | Sipos Eszter Anna | 1–3  | Cordell néhai felesége és Stella, valamint August néhai édesanyja. |
| Alex Landi          | Bret Nam           | Ágoston Péter     | 1–2  | Liam vőlegénye                                                     |
| Gabriela Flores     | Isabel "Bel" Muñoz | Pekár Adrienn     | 1    | Stella legjobb barátja                                             |
| Jeffrey Nordling    | Stan Morrison      | Bordás János      | 1–2  | A texasi rendőrség korrupt vezetője, aki megölte Emily-t.          |

## Évados áttekintés
| Évad | Évad | Részek száma | Részek száma | Eredeti sugárzás  | Eredeti sugárzás    | Eredeti adó     | Magyar sugárzás    | Magyar sugárzás | Magyar adó |
| Évad | Évad | Részek száma | Részek száma | Évadbemutató      | Évadzáró            | Eredeti adó     | Évadbemutató       | Évadzáró        | Magyar adó |
| ---- | ---- | ------------ | ------------ | ----------------- | ------------------- | --------------- | ------------------ | --------------- | ---------- |
|      | 1.   | 18           | 18           | 2021. január 21.  | 2021. augusztus 12. |                 | 2023. április 1.   | 2023. május 28. |            |
|      | 2.   | 20           | 20           | 2021. október 28. | 2022. június 23.    | 2023. június 3. | 2023. augusztus 6. |                 |            |
|      | 3.   | 18           | 18           | 2022. október 6.  | 2023. május 11.     | n. a.           | n. a.              |                 |            |
|      | 4.   | 13           | 13           | 2024. április 3.  | 2024. június 26.    | n. a.           | n. a.              |                 |            |

## A sorozat készítése

### Fejlesztés
2019 szeptemberében bejelentették, hogy a Walker, a texasi kopó feldolgozása folyamatban van Jared Padalecki főszereplésével. A The CW 2019 októberében vette fel a projektet a 2020–21-es szezonra. 2020 januárjában bejelentették, hogy a The CW rögtön berendelte az első évadot, megkerülve ezzel a Próbaepizódját, és Walker címet kap.

### Szereposztás
2020. február 5-én bejelentették, hogy Lindsey Morgan csatlakozik a sorozathoz Micki, Walker új partnerének szerepében a. Ugyanebben a hónapban bejelentették, hogy csatlakozik a sorozathoz Keegan Allen, Mitch Pileggit, Molly Hagan, Coby Bell, Jeff Pierre, Violet Brinson és Kale Culley. Genevieve Padalecki, Jared Padalecki felesége visszatérő szerepet tölt be.

## Kiadás

### Marketing
2020. december 14-én a The CW kiadta a sorozat első hivatalos előzetesét.

### Adás
Az első évad 2021. január 21.-én ment le . Nagyon jó nézettsége lett, de 2021. augusztus 12.-én, az első évad 18. része lett a finálé és ezzel vége is lett. Ez egy kicsit elkeserítette a nézőket, de épphogy vége lett az első évadnak, bejelentették, hogy nincs ok a pánikra, jön a 2. évad. A 2. évad első része 2021. október 28-án lett leadva..

## Fordítás
Ez a szócikk részben vagy egészben  a   Walker (TV series) című angol Wikipédia-szócikk ezen változatának fordításán alapul.  Az eredeti cikk szerkesztőit annak laptörténete sorolja fel. Ez a jelzés csupán a megfogalmazás eredetét és a szerzői jogokat jelzi, nem szolgál a cikkben szereplő információk forrásmegjelöléseként.